# A934 road
Die A934 road ist eine A-Straße in der schottischen Council Area Angus.

## Verlauf
Die Straße beginnt als Abzweigung von der A92 (Dunfermline–Stonehaven) westlich von Ferryden am Südufer des Montrose Basins. Sie führt durch eine dünnbesiedelte Region von Angus und bindet mit Maryton, Fullerton und Bonnyton drei Weiler an das Straßennetz an. Die A934 endet nach einer Gesamtstrecke von 10,6 km mit ihrer Einmündung in die A933 (Brechin–Arbroath) bei Farnell. Sie bietet somit ein Zugang von Montrose nach Friockheim, Forfar und schließlich zur A90 (Edinburgh–Fraserburgh).

## Umgebung
Entlang der A934 sind drei denkmalgeschützte Bauwerke verzeichnet. In Maryton ist die Pfarrkirche des gleichnamigen Parish als Kategorie-B-Bauwerk klassifiziert. Der neogotische Bruchsteinbau stammt aus dem Jahre 1791. Das ehemalige zugehörige Pfarrhaus Annfield House ist ebenfalls als Denkmal der Kategorie B gelistet. Das Harl-verputzte, zweistöckige Gebäude stammt aus dem Jahre 1789. In Bonnyton ist das landwirtschaftliche Gebäude Bonnyton Farm als Kategorie-C-Bauwerk klassifiziert.